# Hermannsdalstinden
Hermannsdalstinden és la muntanya més alta de l'arxipèlag Lofoten Es troba al municipi de Moskenes a la part occidental de l'illa de Moskenesøya i té una altitud de 1.029 metres sobre el nivell del mar.
Hi ha una cabana o refugi, Munkebu. Des d'aquest refugi fins al cim es triga unes 6-8 hores.